# Continental O-526
Continental O-526 ist eine Baureihe von luftgekühlten Sechszylinderboxermotoren, die vom US-amerikanischen Unternehmen Continental Motors gebaut wurden.

## Konstruktion
Prinzipiell ist der O-526 baugleich mit dem O-470, verfügt aber durch einen größeren Kolbenhub und eine größere Zylinderbohrung über größere Zylinder mit einem Hubraum von 8620 cm³. Als Modell GSO-526, der für die Verwendung in der Cessna 620 entwickelt wurde, verfügt der Motor über ein Untersetzungsgetriebe und Kompressoraufladung.